# North Middleton
North Middleton – przysiółek w Anglii, w hrabstwie Northumberland, w civil parish Ilderton. Leży 21 km od miasta Alnwick, 64.6 km od miasta Newcastle upon Tyne i 462.5 km od Londynu. W 1951 roku civil parish liczyła 69 mieszkańców.